# Гайнц-Йоахім Вернер-Еренфойхт
Гайнц-Йоахім Вернер-Еренфойхт (нім. Heinz-Joachim Werner-Ehrenfeucht; 27 вересня 1894 — 13 лютого 1978) — німецький офіцер, генерал-майор вермахту.

## Біографія
Син генерал-майор Прусської армії Макса Вернера-Еренфойхта (1852—1937) і його дружини Марії, уродженої Бер (? — 13 жовтня 1938). 27 квітня 1913 року вступив в 4-ту роту 25-го піхотного полку. Учасник Першої світової війни. З 1 листопада 1914 року — офіцер роти 257-го резервного піхотного полку. З 27 березня 1915 року — ад'ютант 2-го батальйону свого полку. З 20 серпня 1915 року — ад'ютант батальйону 332-го піхотного полку. З 1 листопада 1915 по 30 жовтня 1916 року — викладач курсів кандидатів в офіцери при 83-й піхотній дивізії. З 15 червня 1917 року — офіцер зв'язку Верховного командування сухопутних військ при головнокомандувачі на Сході. З 8 лютого 1919 року — ад'ютант добровольчого батальйону «Берлін». Учасник громадянської війни в Росії. З 21 липня 1919 року служив у льотному дивізіоні фрайкору «Вирголіч».
Після демобілізації армії залишений в рейхсвері. З 5 серпня 1919 року — командир роти 5-го єгерського батальйону. З 9 вересня 1920 року — офіцер кулеметної роти 11-го гірського батальйону, з 1 січня 1921 року — роти 7-го піхотного полку. З 1 травня 1923 року служив в навчальному ескдарно 11-го кінного полку в Олау, з 1 жовтня 1938 року — в 3-му ескадроні 18-го кінного полку в Людвігсбурзі. З 1 травня 1932 року — командир свого ескадрону. З 1 жовтня 1934 року служив в 2-му дивізіоні 11-го кінного полку у Веймарі.
З 15 жовтня 1935 року — командир 32-го танкового розвідувального дивізіону в Кольберзі, з 15 жовтня 1940 року — 66-го танкового дивізіону, з 22 листопада 1940 року — 2-го дивізіону 25-го танкового полку, з 1 лютого 1941 року — 201-го танкового полку. З16-22 листопада 1941 року виконував обов'язки командир 23-ї танкової дивізії. 15 листопада 1942 року відправлений в резерв ОКГ. З 1 квітня 1943 року відряджений до начальника навчальних частин Резервної армії. 1-18 листопада 1943 року знову виконував обов'язки командира 23-ї танкової дивізії. З 10 листопада 1943 року — начальник відділу навчальних фільмів при начальнику навчальних частин Резервної армії. 9 травня 1945 року взятий в полон американськими військами. 21 квітня 1947 року звільнений.

## Сім'я
12 червня 1922 року одружився з Йоганною Гельбіг. В пари народились 2 дочки (1923 і 1927).

## Звання
- Фанен-юнкер (27 квітня 1913)
- Фенріх (22 березня 1914)
- Лейтенант (10 серпня 1914)
- Оберлейтенант (1 травня 1924)
- Ротмістр (1 лютого 1929)
- Майор (1 травня 1935)
- Оберстлейтенант (1 лютого 1938)
- Оберст (1 січня 1941)
- Генерал-майор (1 грудня 1944)

## Нагороди
- Залізний хрест
  - 2-го класу (8 вересня 1914)
  - 1-го класу (24 грудня 1916)
- Хрест «За військові заслуги» (Ліппе) (5 червня 1916)
- Хрест «За заслуги у війні» (Саксен-Мейнінген) (11 серпня 1916)
- Хрест «За військові заслуги» (Австро-Угорщина) 3-го класу з військовою відзнакою (6 березня 1918)
- Орден «За військові заслуги» (Баварія) 4-го класу з мечами
- Нагрудний знак «За поранення» в сріблі (10 травня 1918)
- Ганзейський хрест (Гамбург; 12 серпня 1918)
- Хрест Західної добровольчої армії (Російська імперія; 1 серпня 1918)
- Орден Святого Георгія 3-го ступеня (Російська імперія; 16 вересня 1919)
- Балтійський хрест (15 листопада 1919)
- Орден Святого Станіслава 2-го ступеня з мечами (Російська імперія; 20 листопада 1919)
- Сілезький Орел 2-го ступеня (3 березня 1920)
- Медаль солдатського поселення (5 березня 1920)
- Медаль Залізної дивізії за кампанію в Балтиці 1919 (5 березня 1920)
- Німецький імперський спортивний знак в сріблі (17 липня 1928)
- Почесний хрест ветерана війни з мечами (31 жовтня 1934)
- Медаль «За вислугу років у Вермахті»
  - 4-го, 3-го і 2-го класу (18 років; 2 жовтня 1936) — отримав 3 нагороди одночасно.
  - 1-го класу (25 років; 27 квітня 1938)
- Застібка до Залізного хреста
  - 2-го класу (2 вересня 1939)
  - 1-го класу (3 липня 1940)
- Нагрудний знак «За поранення» в золоті (24 липня 1942)
- Медаль за участь у Європейській війні (1915—1918) з мечами (Третє Болгарське царство; 16 лютого 1943)
- Пам'ятна військова медаль (Угорщина) з мечами (8 березня 1943)
- Медаль «Хрестовий похід проти комунізму» із застібкою «Кавказ» (Румунське королівство)
  - медаль (15 березня 1943)
  - застібка (30 січня 1944)
- Хрест Воєнних заслуг
  - 2-го класу з мечами (30 січня 1944)
  - 1-го класу з мечами (30 квітня 1945)